# David Dunn (labdarúgó)
David John Ian Dunn (Great Harwood, 1979. december 27. –) angol labdarúgó, jelenleg a Blackburn Rovers játékosa.

## Pályafutása

### Blackburn Rovers 1997–2003
1997-ben csatlakozott a Blackburn Rovers csapatához, mint kezdő játékos. Első alkalommal pedig 1998. szeptember 26-án lépett pályára a csapat színeiben, mégpedig az Everton elleni mérkőzés 70. percében hagyta el a kispadot, majd a 81. percben le is hívták a pályáról.
Első gólját 1999. február 26-án szerezte egy 3-1 arányban megnyert mérkőzésen, ahol az ellenfél az Aston Villa volt.

### Birmingham City
2003-ban igazolt 4 évre a Birmingham City csapatához, amit gólszerzőként ünnepelt egy Tottenham elleni 1-0 arányú diadallal 2003. augusztus 16-án.

### Blackburn  Rovers 2007 –
2007-ben visszatért a régi csapatához a Blackburn Rovers-hez. 2010. január 26-án a lejáró szerződését meghosszabbította két és fél évvel, így ennek lejárta 2012 júliusára tehető.

## Fordítás
- Ez a szócikk részben vagy egészben  a   David Dunn című angol Wikipédia-szócikk fordításán alapul.  Az eredeti cikk szerkesztőit annak laptörténete sorolja fel. Ez a jelzés csupán a megfogalmazás eredetét és a szerzői jogokat jelzi, nem szolgál a cikkben szereplő információk forrásmegjelöléseként.